# Litterae apostolicae quibus sanctus Gregorius Narecensis Doctor Ecclesiae universalis renuntiatur
Litterae apostolicae quibus sanctus Gregorius Narecensis Doctor Ecclesiae universalis renuntiatur – drugi list apostolski papieża Franciszka ogłoszony 11 kwietnia 2015 r. W liście tym Papież wspomina Św. Grzegorza z Nareku i jego życie; przedstawiając prowadzone przez niego życie mistyczne. Na końcu listu Kongregacja Nauki Wiary w imieniu Papieża ogłasza Św. Grzegorza z Nareku doktorem Kościoła.

## Źródła
- http://w2.vatican.va/content/francesco/la/apost_letters/documents/papa-francesco_lettera-ap_2015412_gregorius-narecensis-doctor-ecclesiae.html